# Рагнар Кьяртанссон
Рагнар Кьяртанссон (исл. Ragnar Kjartansson; род. 1976, Рейкьявик, Исландия) — исландский мастер перформанса, художник, музыкант. Теоретики метамодернизма относят Рагнара к одному из представителей этого нового течения. В своих работах Рагнар балансирует между искусством и жизнью, фантазией и реальностью. Но общее трагикомичное настроение и эстетика романтизма прослеживаются во всём его творчестве. Некоторые из самых популярных работ: перформансы Death and the Children (Смерть и дети), Sorrow Conquers Happiness (Горе победит счастье), инсталляция Scandinavian pain (Скандинавская боль) и др.

## Биография
Рагнар Кьяртанссон родился в творческой семье: его мама, Гвюдрун Аусмюнсдоуттир (Guðrún Ásmundsdóttir), — известная исландская актриса, а отец, Кьяртан Рагнарссон (Kjartan Ragnarsson), — режиссёр и сценарист. С 2001 года и по настоящее время Рагнар является солистом группы Trabant. В 2000 году проходил обучение в Королевской Академии в Стокгольме, а в 2001 — выпустился из Академии искусств Исландии, где учился на художника.

## Творческая деятельность
Уже в 2002 году Рагнар представил перед публикой свой первый перформанс «Death and the Children» («Смерть и дети»): одетый в чёрный плащ, Рагнар гулял по кладбищу в сопровождении детей (членов летнего лагеря) и вёл с ними откровенный диалог о смерти и судьбе. В 2005 году последовал следующий нетривиальный проект — «The Great Unrest» («Великое беспокойство»), на этот раз Рагнар провёл три недели в заброшенном деревенском театре, где он каждый день в костюме викинга исполнял блюз. В следующем году зрители познакомились, возможно, с самым нашумевшим перформансом Рагнара Кьяртанссона «Sorrow conquers happiness» («Горе победит счастье»). Другое название этого проекта — «Бог». Суть перформанса в том, что в течение многих часов Рагнар под аккомпанемент оркестра повторяет одну единственную фразу: Sorrow conquers happiness. В 2014 году в рамках «Манифесты» этот перформанс был исполнен в Картинном зале Витебского вокзала в Санкт-Петербурге. Специально для русских слушателей слова песни были переведены на русский язык. В течение семи часов совместно с петербургскими музыкантами из Synergy Orchestra Рагнар повторял одну единственную строчку: «Горе победит счастье». И в английском и в русском вариантах фраза обладает очевидной двусмысленностью: в этой многочасовой борьбе счастья и горя не совсем понятно, кто кого побеждает? В 2009 году Рагнар представлял Исландию на Венецианской биеннале современного искусства. Тогда павильон Исландии был превращён в студию одинокого художника, который изо дня в день в течение 7 часов рисовал портрет молодого одетого в одни плавки, курящего сигареты и пьющего пиво мужчины на фоне Гранд-канала. Всё это продолжалось шесть месяцев. Рагнар Кьяртанссон рисовал одно и то же, складывая картины в этой самой студии. Перформанс носил название «The End» («Конец»).
В 2013 году Рагнар выставил в Музее современного искусства в шведском городе Мальмё инсталляцию, которая представляла собой большой деревянный сарай с 11-метровой неоновой вывеской Scandinavian pain (Скандинавская боль). Внутри сарая экспонировались 40 картин одного из самых известных норвежских художников Эдварда Мунка. Открытие инсталляции сопровождалось исполнением песни группы ABBA The Winner Takes it All. Куратор выставки, Йон Нильссон (John Peter Nilsson) отмечает, что «Сегодня, как и 80 лет назад, меланхолия работ Мунка актуальна и жива. И Рагнар пытается заставить нас посмотреть на его картины свежим взглядом.». В одном из интервью на вопрос о том, почему его собственное искусство столь меланхолично, Рагнар отвечает: «Жизнь печальна и прекрасна, и моё искусство во многом основывается именно на этом факте. Я люблю саму жизнь и одновременно её безысходность»
Ещё одним примечательным фактом в творческой биографии Рагнара Кьяртанссона является сотрудничество в 2014 году с Кьяртаном Свейнссоном (Kjartan Sveinsson), бывшим клавишником группы Sigur Rós, над проектом «Der Klang der Offenbarung des Göttlichen» («Звук божественного откровения»). Этот масштабный проект был осуществлён при участии берлинского театра Volksbühne Theater, хора the Film Choir Berlin и оркестра the German Film Orchestra Babelsberg. В основу сюжета был положен роман нобелевского лауреата по литературе Халлдора Лакснесса «Свет мира».
В 2022 году переснимал сериал «Санта-Барабара» в ГЭС-2. После начала войны в Украине закрыл проект.